# MEVZA liga za žene 2011./12.
MEVZA liga za žene 2011./12. je bilo sedmo izdanje Srednjeeuropske (MEVZA) lige u odbojci u ženskoj konkurenciji. Sudjelovalo je devet klubova iz Austrije, Hrvatske, Mađarske, Slovačke i Slovenije, a ligu je osvojila ekipa Nova KBM Branik iz Maribora.

## Sudionici
- ASKÖ Linz-Steg - Linz
- SVS Post - Schwechat
- Rijeka - Rijeka
- Vukovar - Vukovar
- Vasas Óbuda - Budimpešta
- Doprastav - Bratislava
- Slavia EU - Bratislava
- Calcit - Kamnik
- Nova KBM Branik - Maribor

## Ljestvica i rezultati

### Ljestvica
| mj | klub            | ut | pob | por | set+ | set– | bod |            |
| -- | --------------- | -- | --- | --- | ---- | ---- | --- | ---------- |
| 1. | SVS Post        | 16 | 14  | 2   | 45   | 11   | 43  | Final four |
| 2. | Doprastav       | 16 | 11  | 5   | 41   | 24   | 33  | Final four |
| 3. | Nova KBM Branik | 16 | 10  | 6   | 33   | 25   | 31  | Final four |
| 4. | Slavia EU       | 16 | 10  | 6   | 33   | 24   | 28  | Final four |
| 5. | Rijeka          | 16 | 8   | 8   | 30   | 29   | 25  |            |
| 6. | Calcit          | 16 | 8   | 8   | 29   | 34   | 22  |            |
| 7. | Vukovar         | 16 | 5   | 11  | 25   | 38   | 16  |            |
| 8. | ASKÖ Linz-Steg  | 16 | 4   | 12  | 20   | 40   | 11  |            |
| 9. | Vasas Óbuda     | 16 | 2   | 14  | 15   | 45   | 7   |            |

### Final four
Igrano u Schwechatu 4. i 5. ožujka 2012.
| klub1         | rez.          | klub2           |
| poluzavršnica | poluzavršnica | poluzavršnica   |
| ------------- | ------------- | --------------- |
| SVS Post      | 3:0           | Slavia EU       |
| Doprastav     | 1:3           | Nova KBM Branik |
|               |               |                 |
| za 3. mjesto  |               |                 |
| Slavia EU     | 3:1           | Doprastav       |
|               |               |                 |
| za pobjednika |               |                 |
| SVS Post      | 0:3           | Nova KBM Branik |

## Poveznice i izvori
- MEVZA 2011./12., konačni poredak
- MEVZA 2011./12., ljestvica lige  Arhivirana inačica izvorne stranice od 17. svibnja 2014. (Wayback Machine)
- MEVZA 2011./12., rezultati ligaškog dijela
- MEVZA 2011./12., statistike ligaškog dijela
- MEVZA 2011./12., Final four
- MEVZA 2011./12., rezultati Final foura